# Bomarzo
Bomarzo is een gemeente in de Italiaanse provincie Viterbo (regio Latium) en telt 1657 inwoners (31-12-2004). De oppervlakte bedraagt 39,9 km², de bevolkingsdichtheid is 40,49 inwoners per km². De frazione Mugnano in Teverina maakt deel uit van de gemeente.

## Parco dei Mostri

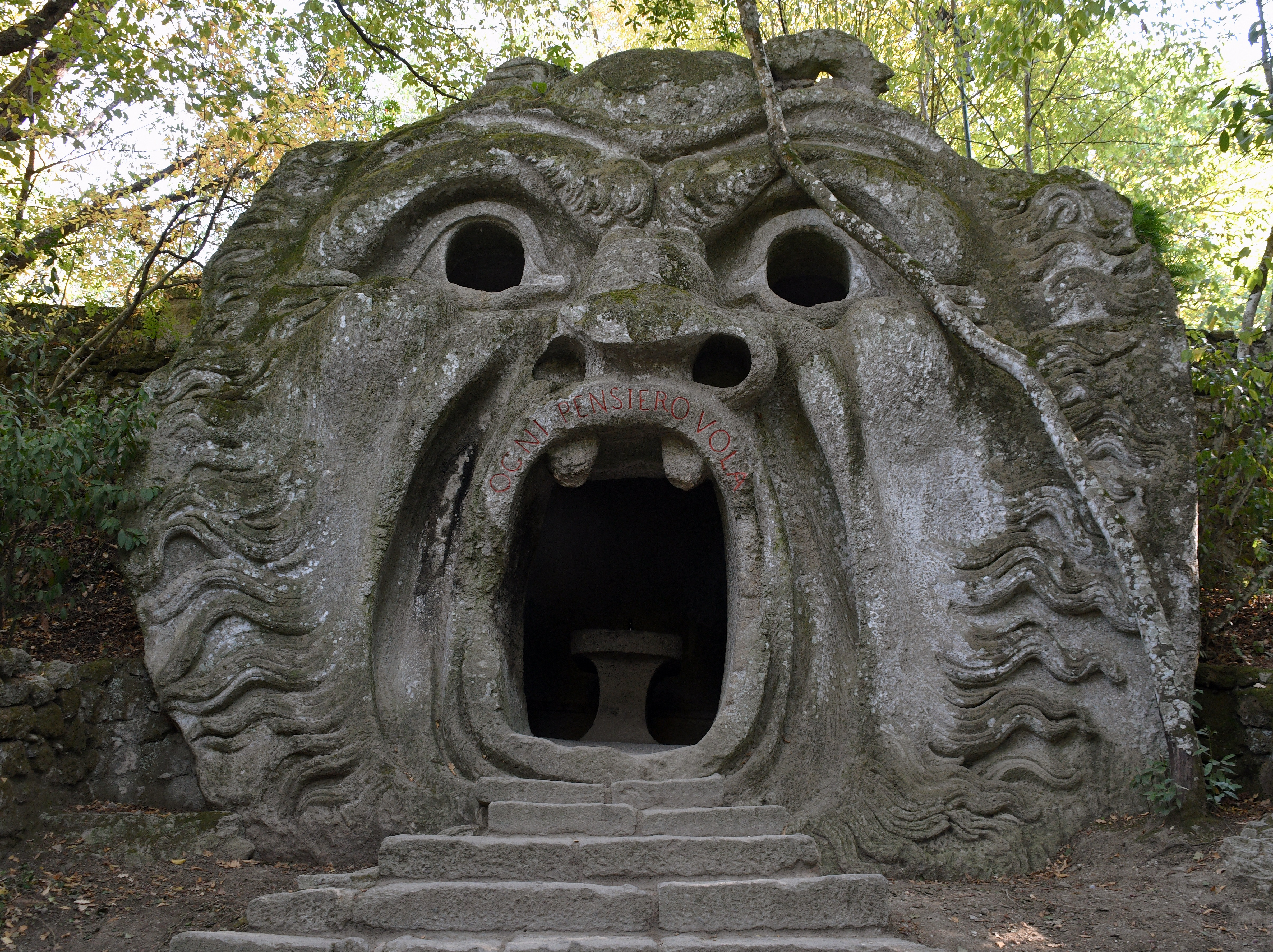
De menseneter

Bomarzo is bekend door de Tuinen van Bomarzo (il Parco dei Mostri di Bomarzo: het park met de monsters van Bomarzo). Deze toeristische attractie is een beeldenpark van monsters zoals sfinxen en draken uit de 16e eeuw dat werd aangelegd door Pier Francesco Orsini, naar ontwerp van Pirro Ligorio. De bizarre beelden inspireerden kunstenaars als Carel Willink, Jean Cocteau en Salvador Dali. Hella Haasse schreef in 1968 het boek De tuinen van Bomarzo (essays).

## Demografie
Bomarzo telt ongeveer 620 huishoudens. Het aantal inwoners steeg in de periode 1991-2001 met 10,4% volgens cijfers uit de tienjaarlijkse volkstellingen van ISTAT.
| Jaar | Inwoneraantal |
| ---- | ------------- |
| 1991 | 1463          |
| 2001 | 1615          |

## Geografie
De gemeente ligt op ongeveer 263 m boven zeeniveau.
Bomarzo grenst aan de volgende gemeenten: Attigliano (TR), Bassano in Teverina, Giove (TR), Graffignano, Soriano nel Cimino, Viterbo, Vitorchiano.